# Voivozi (gmina Popești)
Voivozi – wieś w Rumunii, w okręgu Bihor, w gminie Popești. W 2011 roku liczyła 1643 mieszkańców.